# Harrigan Hill
Der Harrigan Hill ist ein felsiger Hügel an der Budd-Küste des ostantarktischen Wilkeslands. Im nordwestlichen Teil der Mitchell-Halbinsel ragt er unmittelbar östlich von Pidgeon Island auf.
Luftaufnahmen der US-amerikanischen Operation Highjump (1946–1947) dienten einer ersten Kartierung. Das Advisory Committee on Antarctic Names benannte ihn 1963 nach Edward C. Harrigan, Meteorologe auf der Wilkes-Station im Jahr 1961.